# 第二次若开战役
第二次若开战役（Battle of the Admin Box），日本方面稱為ハ號作戰或第二次阿恰布作戰，在1944年2月緬甸阿恰布爆發，由日本帝國陸軍与英國軍隊之间的一次战役。這場戰役英國獲勝，從後世來看，日軍在此役的戰敗也代表著在東南亞攻勢主導權的逆轉。

## 背景
1944年1月，英屬印度第15軍在英國陸軍第14軍的指導下，在缅甸阿拉干省（今若开邦）沿海的梅宇（Mayu）半岛发动进攻作战。由于地形所限，3个师轮番投入作战。具有北非作战经验的英印步兵第5师于1月9日占领海港孟都。搶下孟都後，英軍將重炮佈署至緬甸境內，對日本控制區進行較強規模的炮擊。
英15军随即投入训练良好但缺乏战斗经验的英印步兵第7师准备夺取连接孟都与东侧内陆墨玉河畔布迪当之间的通过墨玉山脉的廢棄鐵路隧道，連結孟都。英属西非第81师投入进攻更东边的加叻丹河谷。英国步兵第36师在加尔各答，英印步兵第26师在吉大港，作为预备队。英國第7印度步兵師的工兵部隊改建了廢棄隧道，並在隧道東口的Sinzweya開設了補給中據站，該處被稱為Admin Box
由於1月17日位在東京的日軍大本營同意英帕尔战役執行，1月11日由28軍（軍長樱井省三中将）指派日本帝國陸軍第55師團（師長花谷正中將）授命發動ハ號作戰，計畫與1943年進行的第一次阿恰布作戰（31號作戰）類似，在航空兵力掩護下以步兵進行快速滲透包圍，殲滅部分英軍。南方軍為此作戰調撥了日本帝國陸軍第七飛行師團支援，55師的主力則是第55步兵團（團長櫻井德太郎少將），在第一次阿恰布作戰時所屬的步兵第112聯隊（團長棚橋真作上校）戰績卓越。
由於日軍認為可以迅速殲滅英軍，且自他們的陣地中繳獲物資，因此部隊的輜重僅攜帶可維持4日戰鬥的物資，在作戰膠著後成為日軍的災難之一。
ハ號作戰在1944年2月5日開啟，第55步兵團由墨玉河上游的Kalapanzin河渡河，入侵墨玉山脈東測的英軍防線，滲透至英國第7印度步兵師師部同巴扎（Taung Bazar）周邊，並在2月6日包圍襲擊該師師部。受到奇襲的第7師撤退到Ngakyedauk峽谷，但因局勢混亂而繼續南撤到Sinzweya，而55步兵團部分部隊更翻越了墨玉山脈，阻斷英國第5步兵師與第7步兵師之間的聯繫。在空中，日軍的空中戰力控制住了Ngakyedauk峽谷一帶之制空權。
英軍了解日軍最終是要佔據Sinzweya，英軍決定竭盡全力守住該地。原本該地的防禦僅有皇家炮兵第25反甲防空團，由於第7師師長仍在叢林中無法聯繫，因此第15軍司令官命令英印第5師所屬之英國第9印度旅（旅長傑佛瑞·查爾斯·埃文斯）進駐Admin Box加強防務。Admin Box日軍戰史稱為「圓筒陣地」，原本為一處面積長1200碼（1.1公里）的據點，在埃文斯旅長的整備下成為防禦堅實的加固陣地。除了自己的旅以外，還得到皇家炮兵第24山野炮團第二營、第25龍騎兵團支援一營的的M3中戰車、皇家炮兵第8（貝爾法斯特）重防空炮團、皇家炮兵第6中型炮兵團、廓爾喀步槍第8團第4營一部。為了維持該陣地的續戰力，英軍也投入C-47運輸機空投資源維持戰力。
從2月7日開始，日軍圍困Admin Box進行強攻。最初空投受到日軍戰機的阻擾而難以進行，英軍因此調動3個中隊的噴火戰鬥機到吉大港對Sinzweya爭奪空優，第7飛行師團被迫進行空中消耗戰。戰役期間，英軍宣布擊落65架日軍戰機，自身折損3架噴火式，但日軍也聲稱擊落多架颶風戰鬥機等其它機種，雖然實際作戰紀錄並未完全考證，但可以確定的是英國皇家空軍的戰鬥力讓這也讓日軍封鎖英軍的企圖受挫。在戰役期間，英軍對Admin Box進行了714架次、計2,300公噸的物資空投，這個狀況是日軍最初未預料到的情形。
雖然第112團多度對Admin Box進行各種攻擊，但是M3李戰車部隊提供了守軍堅實的掩護，缺乏砲兵與反甲火力的日本步兵不但攻勢受挫，且缺乏補給。雖然花谷師長與櫻井步兵團長命令旗下的步兵聯隊強攻，但由於上層缺乏有效的支援方案，使得前線部隊在2月7日以後傷亡快速疊加，但是在2月22日112聯隊向師部傳遞的電報中，坦承該團從戰役初期的2,150人被消滅到僅剩400人，棚橋因此決定抗命撤退，他在電報中直言「我不忍心讓天皇的子民們被這樣的命令殺死」（これ以上、天皇の赤子を殺すに忍びず）。因前線抗命，師部儘管怒不可抑，但也只能被迫追認戰鬥失敗的事實，在2月26日下達作戰終止命令。
這場作戰雖然規模不大，但它顯示出日軍的滲透攻勢與輕忽後勤有關，且上層能力不足，導致在作戰能力面有著致命缺陷。英軍可以火力和制空權維持孤立據點戰力，進而瓦解日軍攻勢，這些經驗在隨後的英帕爾戰役中再度證明。